# Дискретные системы
Дискретная система — это математическая модель системы, которая обладает свойством дискретности. Содержит в себе понятие дискретного сигнала. Т. е., это любая система в замкнутом контуре управления которой используются дискретные сигналы.  

## Классификация дискретных систем

### Общие сведения
Дискретный сигнал является основной характеристикой дискретной системы, он определяется последовательностью значений х(ti) заданных в дискретные моменты времени.
Существует разнообразие причин, согласно которым дискретные сигналы возникают в автоматических системах. Основными являются:
- Импульсная модуляция.
- Способ изменения сигналов.
- Использования микропроцессорной техники для аналого-цифрового преобразования.

С помощью импульсной модуляции происходит специальная дискретизация сигнала. Целью модуляции является передача одновременно нескольких сигналов по одному каналу. А также повышение помехозащищенности, если сигнал передается на большое расстояние. При управлении, например, двигателем постоянного тока с широтно-импульсной модуляцией управляющего сигнала, необходима импульсная модуляция в связи с обученностью устройства объекта управления.
Вторая причина связана с использованием цифровых или декрементных цифровых датчиков. Дискретный сигнал вырабатывается, в связи с необходимостью анализа обстановки с помощью системы технического зрения.
Самой основной причиной является третья, когда использование вычислительной техники в контуре предполагает преобразование поступающих сигналов в дискретные формы, а также последующей их обработки. В цифровых системах дискретизация сигнала является аналого-цифровым преобразованием — это преобразование непрерывного сигнала в последовательность значений, представленных в цифровом коде.

### Общая классификация
От выбранного вида дискретного преобразования, дискретные системы подразделяют на: импульсные и цифровые. Соответственно, импульсными называются системы с импульсной модуляцией, а системы с аналого-цифровыми преобразованием сигнала — цифровыми.
Импульсные системы классифицируют по способу модуляции сигнала, они бывают амплитудно-импульсной модуляции, широтно-импульсной модуляции и время-импульсной модуляции. 
Время-импульсная модуляция, в свою очередь, подразделяется на фазо-импульсную и частотно-импульсную модуляцию. При амплитудно-импульсной модуляции сигнал заменяется последовательностью импульсов, амплитуда которых пропорциональна значениям сигнала, измеренным в равностоящие моменты времени. При широтно-импульсной модуляции изменяется ширина импульса, а его форма, амплитуда и моменты возникновения остаются неизменными. Согласно этим видам модуляции, линейный способ преобразования непрерывного сигнала в дискретный определяет только амплитудно-импульсная модуляция. Остальные способы нелинейные. Поэтому к линейным импульсным системам относят системы с линейной непрерывной частью и амплитудно-импульсной модуляции.
В цифровых системах значения сигнала, измеренные в равностоящие моменты времени представляются в цифровой форме. При преобразовании определяется закон, по которому значения непрерывного сигнала присваивается одно из дискретных сигналов. Такая процедура носит название квантования по уровню. При квантовании «шаг квантования» определяется числом разрядов числа.
Исходя из вышеизложенного, аналого-цифровое преобразование нелинейно, однако при большом числе разрядов эффектом квантования по уровню можно пренебречь. Учитывая пренебрежение можно приближено считать преобразование линейным и тогда цифровую систему можно рассматривать как импульсную с амплитудно-импульсной модуляцией.